# Bất đẳng thức Harnack
Bất đẳng thức Harnack là một bất đẳng thức bắt nguồn từ giải tích.
Cho {\displaystyle D=D(z_{0},R)} là một quả cầu mở và f là một hàm điều hòa trên D sao cho f(z) không âm với mọi {\displaystyle z\in D}. Khi đó bất đẳng thức sau đúng với mọi {\displaystyle z\in D}:
{\displaystyle 0\leq f(z)\leq \left({\frac {R}{R-\left|z-z_{0}\right|}}\right)^{2}f(z_{0}).}
Đối với miền tổng quát {\displaystyle \mathbf {R} ^{n}} bất đẳng thức được phát biểu như sau: Nếu {\displaystyle u(x)} là hàm khả vi hai lần, điều hòa và không âm, {\displaystyle \omega } là một miền bị chặn với {\displaystyle {\bar {\omega }}\subset \Omega }, thì sẽ có một hằng số {\displaystyle C} không phụ thuộc vào {\displaystyle \Omega } sao cho {\displaystyle \sup _{x\in \omega }u(x)\leq C\inf _{x\in \omega }u(x)}.